# دندان‌اره‌ای‌های آفریقا
دندان‌اره‌ای‌های آفریقا (نام علمی: Poiana) نام یک سرده از زیرخانواده زبادیان است.